# Powys Thomas
Powys Thomas né William Powys Thomas le 25 décembre 1925 à Merthyr Tydfil au Pays de Galles (Royaume-Uni) et décédé le 22 juin 1977 à Pontypool au Pays de Galles (Royaume-Uni) est un acteur britannique.

## Filmographie
- 1953 : Coup de feu au matin (Rough Shoot) de Robert Parrish
- 1957 : Hawkeye and the Last of the Mohicans (série TV)
- 1961 : Lord Durham : Lord Durham
- 1961 : Macbeth, de Paul Almond (TV) : Duncan
- 1962 : Louis-Hippolyte Lafontaine : English Lord
- 1964 : The Last Voyage of Henry Hudson : Henry Hudson
- 1964 : John Cabot: A Man of the Renaissance : Henry VII
- 1964 : The Luck of Ginger Coffey : Fox
- 1966 : Henry V, de Michael Langham (TV) : Pistol
- 1969 : The Three Musketeers (TV) : Athos